# ويليام ويلسون
ويليام ويلسون (13 نوفمبر، 1844 في لندن، إنجلترا – 1 يونيو، 1912 في غلاسكو، اسكتلندا). صحفي اسكتلندي في أواخر القرن التاسع عشر، مدرب سباحة، ومساهم في التقنيات العلمية التي وراء السباحة التنافسية. في عام 1883، قام ويلسون بنشر كتاب "مدرب السباحة"، واحد من أوائل الكتب عن السباحة التي تقوم بتعريف المصطلحات الحديثة عن التجديف بكفاءة، التدريب، والأمان في الماء.